# علي بن خليفة
علي بن خُليفة الشريف الحُسيني،(1669 - 1758). فقيه مربي ومؤسس مدرسة. ولد سنة 1080 هـ/ 1669م بمساكن. وعاش في آخر عهد البايات المراديين وبداية عهد خلفهم البايات الحسينيين.

## تعليمه
حفظ علي بن خُليفة القرآن الكريم وتلقّى مبادئ العربيّة والفقه بمسقط رأسه. وأقد أظهر من النّبوغ والاستعداد لطلب العلم ما حمل والده على التّفكير في إرساله إلى مدينة صفاقس ليواصل تعلّمه هناك على الشيخ علي النّوري الصفاقسي (ت.1107هـ/1706م). ورحل إلى صفاقس سنة خمس وتسعين وألف من الهجرة (1095هـ/1684م) وأقام عند شيخه أبي الحسن النّوري خمس سنوات أخذ عنه فيها جملة من العلوم منها النحو والفقه وأصول الدّين وأصول الفقه والحديث. فقد قرأ عليه من كتب النحو: الأجرومية والقطر والألفية. ومن كتب التّوحيد: كتب الشّيخ السّنوسي وجمع الجوامع لابن السّبكي. وأجازه بكتب كثيرة بعد أن وثق من فهمه لها وقدرته على إفهامها. ومن هذه الكتب صحيح البخاري وصحيح مسلم وصحيح الموطأ وكتاب الشفاء للقاضي عياض وكتاب الشمائل للترمذي وكتاب الأربعين النووية وتفسير البيضاوي وتفسير الجلالين المحلّي والسيوطي. وكتاب معالم التّنزيل للبغوي وكتاب ألفيّة السّيرة العراقية وكتاب تذكرة القرطبي.
وكان الشّيخ علي بن خليفة معجبا أشدّ الإعجاب بأستاذه علي النّوري مخلصا له وقال عنه في (مقديش، نزهة الأنظار، 2/363)إنه:
| علي بن خليفة | أوّل مشايخي الشّيخ الفاضل المربّي النّاصح الجامع بين الشّريعة والحقيقة سيدي علي النّوري الصّفاقسي | علي بن خليفة |

## رحلته إلى مصر وشيوخه بها
ولم يكتفِ علي بن خليفة بما تحصّل عليه من علوم في صفاقس بل ارتحل إلى مصر على رأس القرن الثاني عشر من الهجرة واجتمع في القاهرة بعلمائها وأخذ عنهم العلوم. فقد قرأ على:
- الشيخ محمد بن عبد الله بن علي الخرشي البحيري
- محمد بن عبد الباقي الزرقاني وإبراهيم الفيومي
- إبراهيم الشبرخيتي الذي أجازه بخطه لصحيح البخاري ومسلم والمختصر.

وجمع الشيخ علي بن خليفة بين الصّلاح ومعرفة علوم عصره وقال في شأنه المؤرّخ محمود مقديش بأنّه:
| علي بن خليفة | كان رجلا صالحا تقيّا عفيفا فقيها متكلّما محدّثا مفسّرا واعظا عارفا بعلوم العربيّة بأسرها | علي بن خليفة |

## تأسيسه للمدرسة
وعاد الشيخ علي بن خليفة من مصر إلى مسقط رأسه مساكن واقتدى بشيخه علي النّوري وأسس مدرسة عام أربع ومائة وألف هجريّة (1104هـ/1693م). وأصبحت المدرسة قبلة لطلبة العلم من مساكن ومن غيرها من المدن التونسية.

## تلامذته
ومن تلاميذ الشيخ علي بن خليفة:
- ابنه الشيخ أحمد الذي تولّى الإشراف على مدرسته بعد وفاته
- ابن عمّه الشيخ أحمد الصغيّر رزق الله
- المفتي محمد الهدّة السّوسي ومفتي تونس قاسم محجوب (ت1776م)،
- وعبد الرّحمن بن علي الغنّوشي السّوسي،
- وشيخ زاوية أبي إسحاق الجبنياني حسين الحلواني،
- والقاضي أحمد بن اللطيف من القلعة الصغرى،
- وعبد الرحمان الجبنياني الذي ولّي وزارة القلم في عهد حمودة باشا
- إبراهيم البقلوطي وغيرهم.

## مؤلفاته
ولم يقتصر نشاط الشيخ على الإشراف على المدرسة بل أسهم إلى جانب ذلك في ميدان التّأليف فوضع قصائد طويلة حملت أفكاره وهي:
1. الرّياض الخليفيّة أو النّونيّة: وموضوعها التّوحيد على مذهب أهل السنّة يقارب عدد أبياتها الخمسمائة. وقد فرغ من تأليفها في آخر جمادى الثانية 1131هـ/1719م. ووقع تداولها بالبلاد التونسيّة وخارجها. وتوجد منها نسخ بدار الكتب الوطنية بتونس رقم 1/2996,4706 وفي المكتبة الأزهرية ضمن مجموع (3/222)، وبدار الكتب المصريّة.وبلغت هذه النّونية من الذّيوع حدّا بعيدا ذلك أنّ الشيخ علي الدمنهوري المنصوري (ت.1192هـ/1778م) شرحها شرحا وافيا. ويسمّى الشرح المنح الوفيّة على الرّياض الخليفيّة. وتوجد منه نسخ بدار الكتب الوطنية بتونس رقم 4713، 7896 (عبدلية 2199) ونسخة بدار الكتب المصريّة، رقم 159،229 توحيد. واختصر الشيخ محمد بن الحاج حسين منصور الورداني هذا الشّرح بتاريخ 14 جمادى الثانية سنة 1360هـ/1941م.
2. قضاء الحاجة، وهي منظومة لاميّة في آداب قضاء الحاجة. وتوجد منها نسختان بدار الكتب الوطنية بتونس مكتبة حسن حسني عبد الوهاب رقم 3855 ورقم 18838.
3. التّوسّل بسور القرآن: وهي منظومة أخرى تضمّ أربعة وخمسين بيتا شعريّا كلّها أدعية يقرأها التلاميذ طالبين من الله أن يسهّل عليهم حفظ القرآن. وتوالى ذكر كل سور القرآن مرتّبة عبر كامل القصيدة مع اقتران ذكرها بالدّعاء.

## تعيينه أمير ركب الحج
ونظرا لارتفاع مكانته الدينية فقد عيّنه الباي شيخ (أي أمير) الرّكب إلى الحج بمقتضى أمر عليّ بتاريخ سنة ستّ وأربعين ومائة وألف 1146هـ/1733م.

## فتن سياسية
إلا أن امتناعه عن المشاركة في الفتنة الحسينية الباشية جعلت حسين باي يأمر بسجنه مدة من الزمن بالقيروان ثم أطلق سراحه. وبقي وجيها لدى السلطات واستطاع أن ينقذ أهالي بلدته من بطش يونس باي الذي بعثه أبوه علي باشا -المنتصر في الحرب الأهليّة- للتنكيل بمساكن التي لم تناصره في نزاعه مع حسين بن علي.

## وفاته
وتوفّي الشيخ علي بن خليفة ليلة الأربعاء في 25 جمادى الأولى سنة 1172هـ/1758م عن سنّ عالية وعمره أربعة وتسعون عاما ودفن بمدرسته في غرفة مجاورة للمسجد وقبره من المزارات المشهورة في بلده مساكن.